# Acro Jet
Pour les articles homonymes, voir Acro.
Acro Jet est un jeu vidéo de simulation de vol développé par MicroProse et publié par U.S. Gold en 1985 sur  Commodore 64, Amstrad CPC et ZX Spectrum. Le joueur y pilote un avion monoplace Bede BD-5 Micro lors d’épreuves de vol acrobatique.

## Accueil
| Acrojet                  |      |       |
| Média                    | Pays | Notes |
| Commodore Format         | GB   | 73 %  |
| Computer and Video Games | GB   | 9/10  |
| Zzap!64                  | GB   | 83 %  |